# Mauro Pasqualini
Mauro Pasqualini (Crevalcore, 1º dicembre 1947 – Siena, 22 gennaio 2024) è stato un calciatore italiano, di ruolo ala.

## Carriera
Cresciuto nelle giovanili del Bologna, Pasqualini, dopo un anno di gavetta nei cadetti a Catania, fece il suo esordio in Serie A con la maglia rossoblù sotto la guida di Oronzo Pugliese, suo grande estimatore esibendo, nelle 8 gare disputate durante la stagione 1968-69, notevoli doti tecniche e uno scatto da velocista.
L'anno dopo la società felsinea, per permettergli una completa maturazione, lo cedette in prestito prima ad Arezzo e poi a Lucca, riprendendoselo nel 1971-72.
Un grave infortunio ai tendini del ginocchio destro in occasione di un'amichevole disputata con il San Marino lo tenne lontano dai campi di gioco per l'intera stagione, al termine della quale fu ceduto al Cesena nelle cui file collezionò 17 presenze contribuendo alla prima storica promozione in serie A della compagine allenata da Luigi Radice.
La società romagnola, anziché confermarlo, lo dirottò in serie C al Monza.
Militando nel club brianzolo, subì un altro serio infortunio al ginocchio, la cui gravità si rivelò tale da rendere necessario il ricorso al chirurgo francese Trillat, famoso per aver ricostruito i legamenti a molti calciatori.
L'operazione riuscì e, dopo un lungo periodo di rieducazione, l'attaccante emiliano riprese ad allenarsi. L'illusione di poter tornare a giocare durò solo una settimana. Sottoposto ad accertamenti, a causa di un continuo stato di malessere caratterizzato da spossatezza e tosse, gli venne diagnosticato un enfisema polmonare che lo tenne lontano dai campi di gioco per altri 6 mesi. Finì così per disputare con la squadra lombarda solo il finale di campionato.
Tornato in piena forma, iniziò da titolare la stagione 1975-76 ma, durante una partita di allenamento, un forte dolore, sempre allo stesso ginocchio già operato due volte, lo bloccò nuovamente, costringendolo infine a concludere definitivamente la propria carriera.
Collaborò con l'A.C. Foiano, società sportiva dilettantistica della provincia di Arezzo, fino a quando l'8 gennaio 2024, un'emorragia cerebrale lo condusse in coma fino al 22 gennaio successivo, data della sua morte, all'età di 76 anni.

## Palmarès

### Club

#### Competizioni nazionali
- Coppa Italia Semiprofessionisti: 2

Monza: 1973-1974, 1974-1975